# Aquafin
Aquafin NV is een Belgisch bedrijf, dat verantwoordelijk is voor de prefinanciering, de uitbouw en het beheer van infrastructuur voor waterzuivering in het Vlaams Gewest. Onder deze waterzuiveringsinfrastructuur vallen onder meer rioolwaterzuiveringsinstallaties, pompstations, collectoren en riolen.
In 1990 werd slechts 79% van het afvalwater afgevoerd via een riolering en werd slechts 30% van het afvalwater gezuiverd. Daardoor waren verschillende beken en rivieren eerder open riolen. Omwille van aankomende Europese wetgeving richtte het Vlaamse Gewest op 25 april 1990 Aquafin op om de zuiveringsinfrastructuur versneld uit te bouwen. Door de investeringen van het Vlaamse Gewest en de inspanningen van Aquafin steeg het aandeel gezuiverd afvalwater tot ruim 84% in 2018. 
In Vlaanderen zijn de drinkwaterbedrijven verantwoordelijk voor de sanering van het door hen geleverde drinkwater. Conform het "de vervuiler betaalt"-principe berekenen drinkwatermaatschappijen een deel van de zuiveringskosten van Aquafin door aan de drinkwaterverbruiker. De bijdrage die de consument betaalt voor het collecteren en zuiveren van zijn verbruikte drinkwater, is op de drinkwaterfactuur opgenomen als "saneringsbijdrage".
Naast de uitbouw en het beheer van de bovengemeentelijke zuiveringsinfrastructuur, biedt Aquafin zijn expertise ook aan voor Vlaamse steden en gemeenten. Die kunnen hun volledig rioolbeheer of deeltaken ervan uitbesteden aan Aquafin. 
In 2018 had het bedrijf 313 waterzuiveringsinstallaties, 6 251 kilometer leidingen en 1 715 pompstations en bergbezinkingsbekkens in beheer over het volledige Vlaamse grondgebied.
Aquafin zuivert rioolwater tot een waterkwaliteit die geen noemenswaardige belasting meer vormt voor de natuur. Het effluentwater dat geloosd wordt is nog geen drinkwater, maar is wel geschikt voor vissen, vogels en amfibieën. Verder werkt het bedrijf aan een leefomgeving in harmonie met water en werkt het hemelwaterplannen op maat van gemeenten uit. Dat betekent onder meer proper water in stadskernen, duurzame omgang met regenwater, om droge bodems te helpen voorkomen en de gevolgen van zware buien te beperken.

## Aquaplus
Aquaplus is een dochterbedrijf van Aquafin. Waar Aquafin via decreet gereguleerde activiteiten (waaronder zuivering van huishoudelijk afvalwater en bovengemeentelijk rioolbeheer) op zich neemt, richt Aquaplus zich op de industriële markt en het buitenland. In België focust het onder andere op de industrie met advies- en ontwerpopdrachten en exploiteert het enkele grotere industriële waterzuiveringen. Internationaal werkt Aquaplus dikwijls als consultant in onderaanneming.

## Afbeeldingen

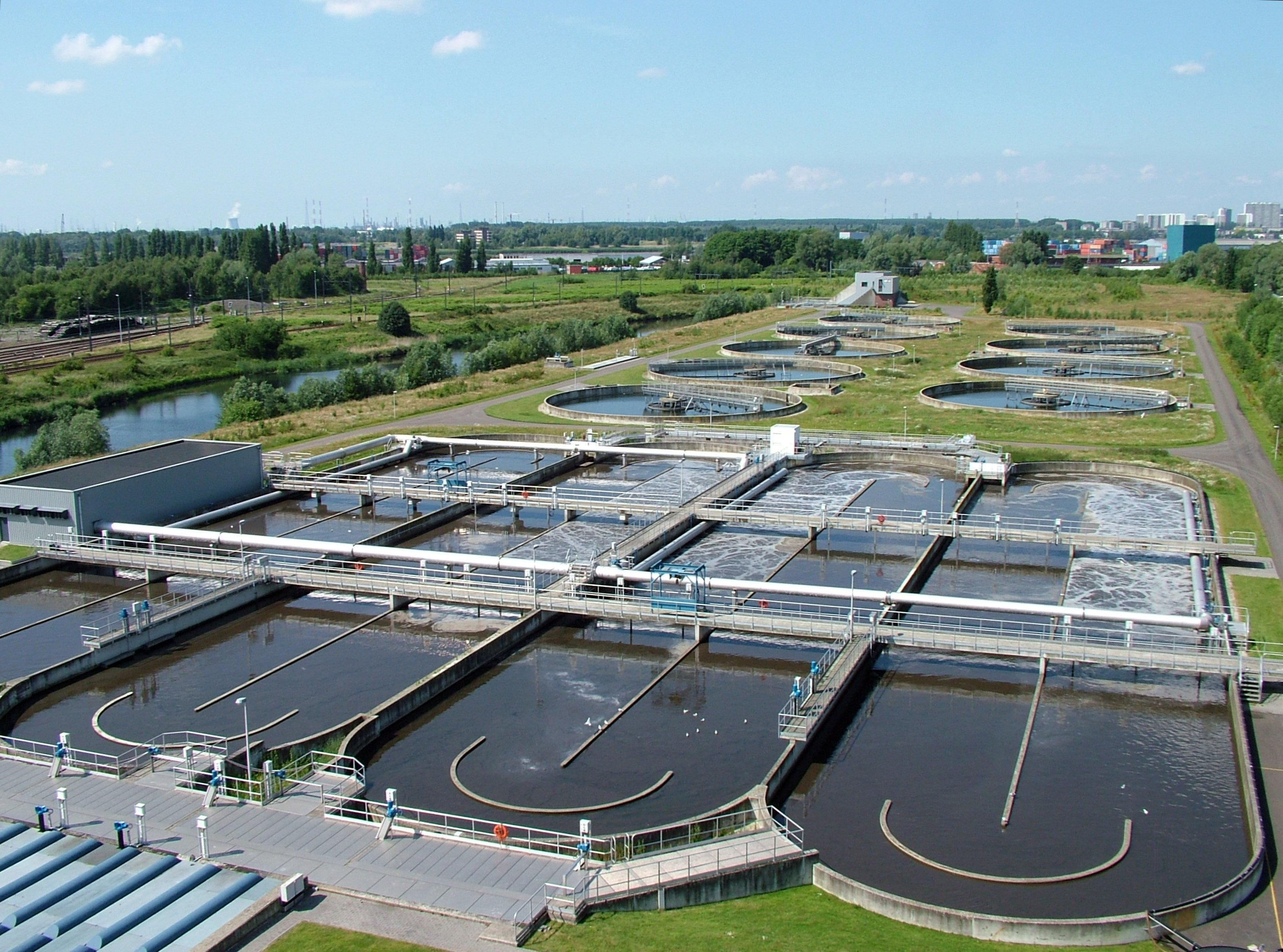
Zicht op rwzi Antwerpen-Zuid
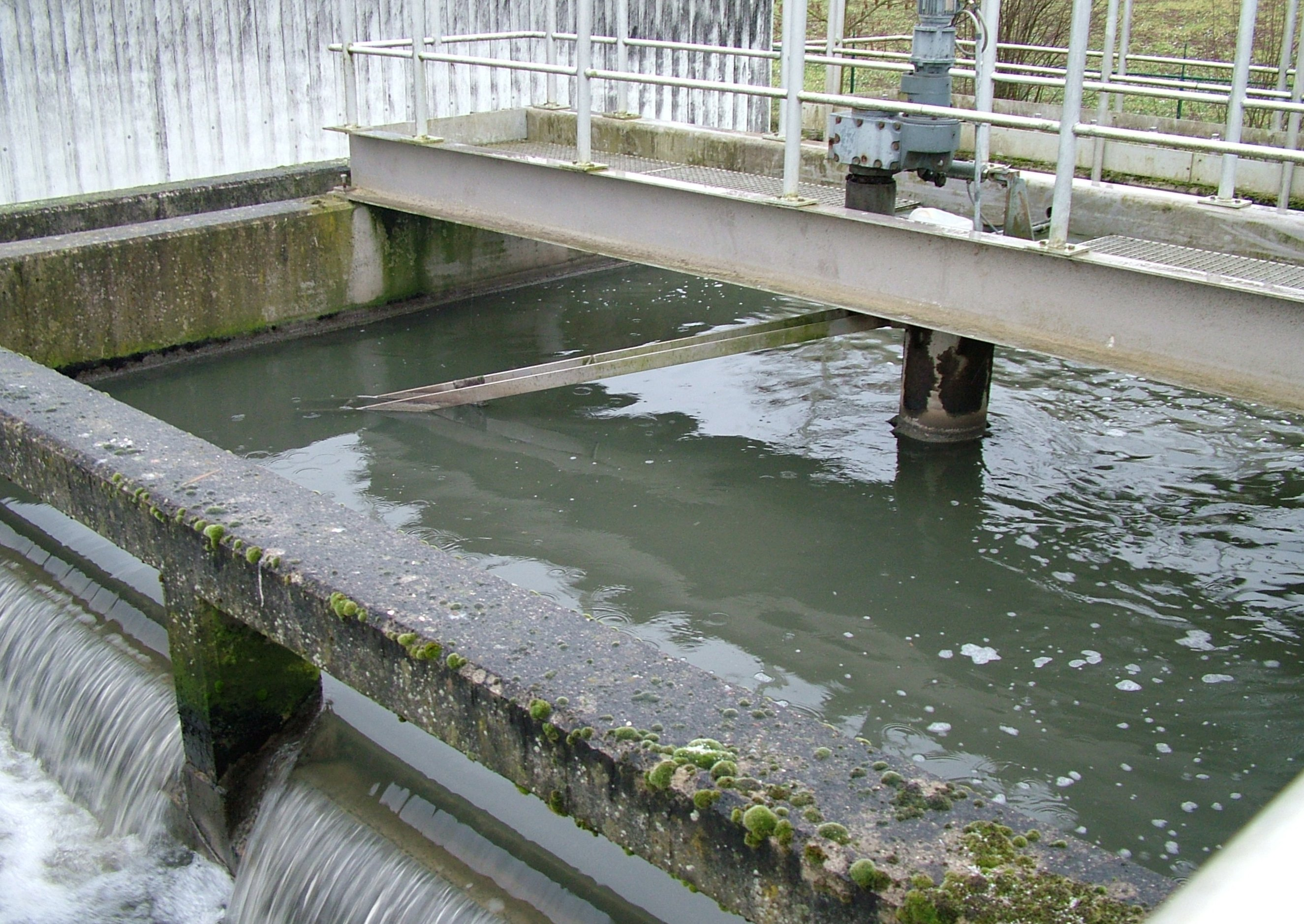
Zandvanger op rwzi Huldenberg: een ondiepe vierkante tank voor de verwijdering van zand.
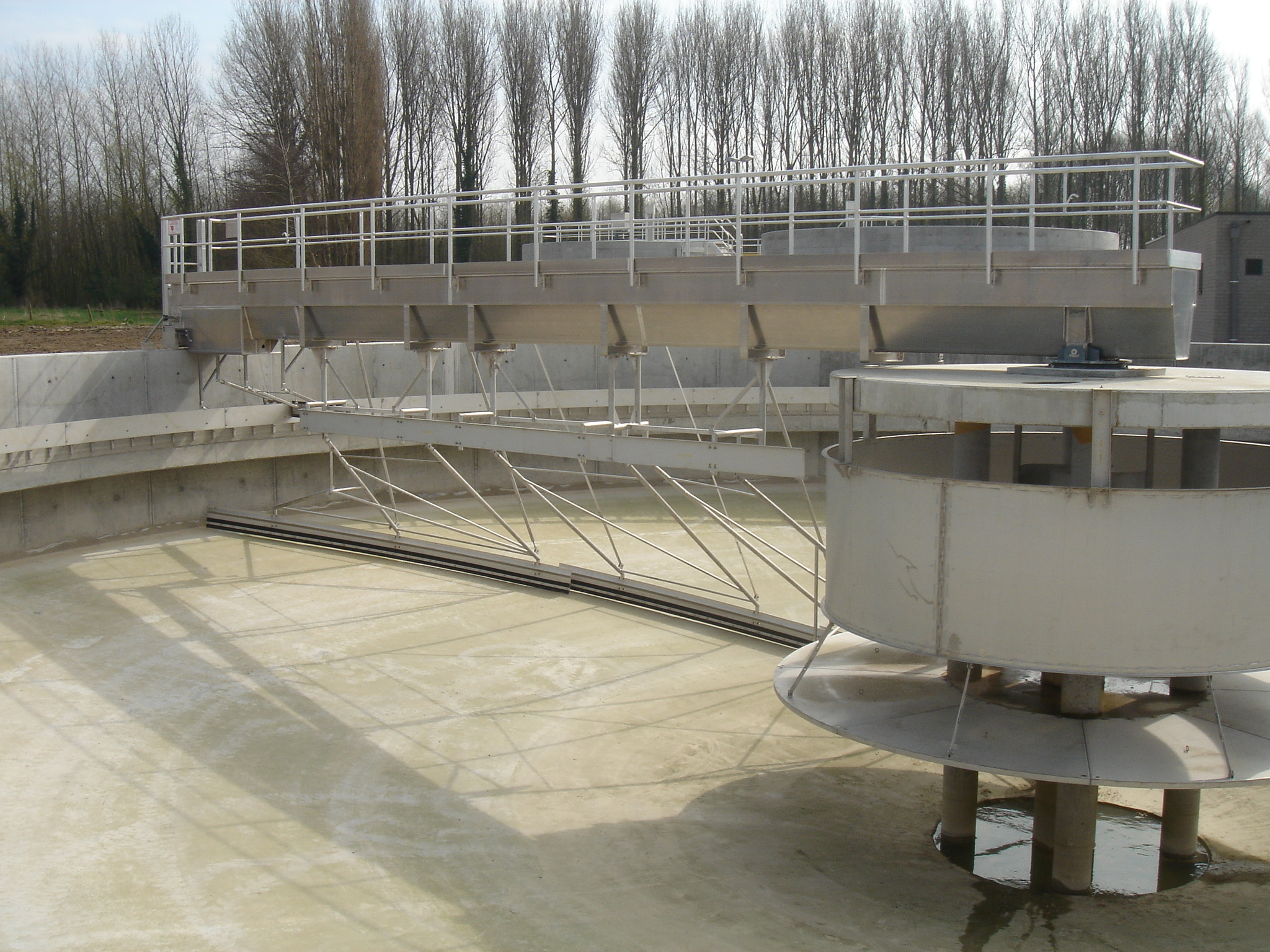
Lege bezinkingstank: zicht op de inlaatconstructie, ruimerbrug en schraapsysteem (rwzi Merchtem)